# CS Balotești
CS Balotești este un club de fotbal din Balotești, Ilfov.
- Liga a III-a
  - (1): 2013-2014